# Feminicidio por incineración
El feminicidio por incineración consiste en quemar hasta causarle la muerte a una mujer víctima de violencia de género y constituye uno de los modos más cruentos del feminicidio. Quemar a las mujeres es un método que no siempre tiene como objetivo causar la muerte de la mujer, sino causarles sufrimiento permanente y dejarlas desfiguradas.
Esta modalidad de la violencia de género, era inusual en la violencia doméstica, pero ha registrado un notable aumento en los últimos años, de la mano con un aumento de la crueldad de los ataques de los hombres contra las mujeres. Tiene como antecedente y referente cultural la llamada quema de brujas, un asesinato masivo de mujeres cometido en varias sociedades occidentales en los siglos XV y XVI. Una de las prácticas más antiguas fue el ritual hindú denominada sati, que consistía en la inmolación de la viuda en la pira funeraria de su esposo y que fuera abolido por el Imperio Británico al colonizar esa nación.
Entre los principales medios utilizados por los victimarios para cometer el ataque se encuentra el uso de combustibles, alcohol y ácidos.

## Ritual sati

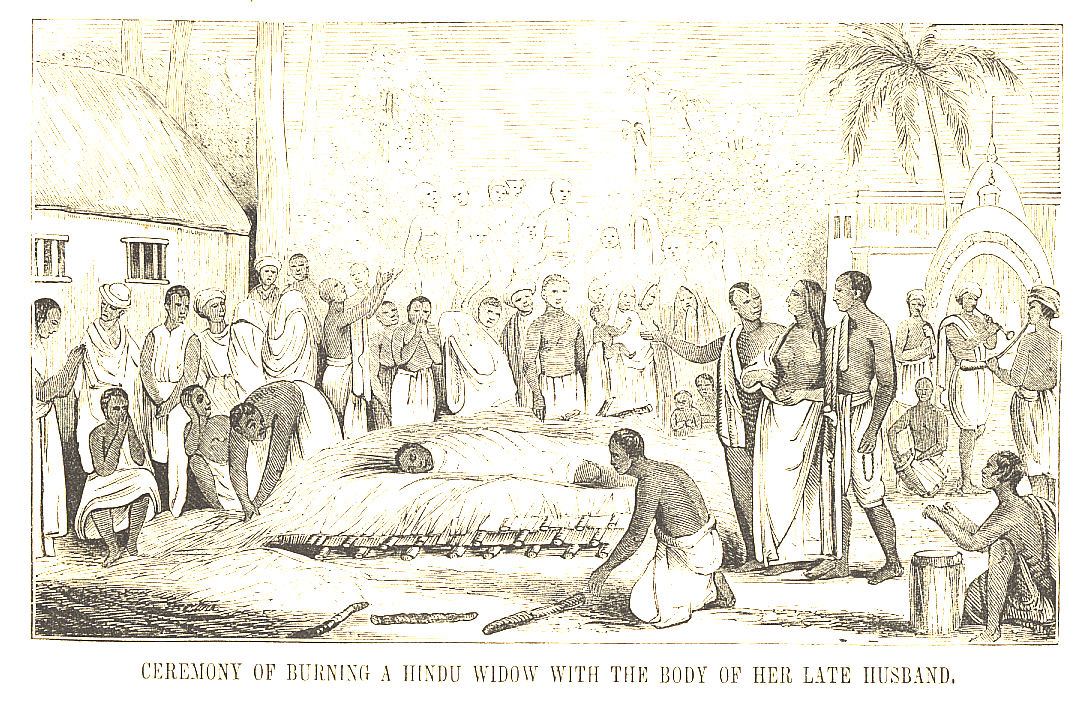
‘Ceremonia de quemar una viuda hinduista con el cuerpo de su esposo fallecido’. Publicado en el libro Pictorial History of China and India; comprising a description of those countries and their inhabitants, de Robert Sears (editor). Nueva York: Robert Sears, 1851.

La palabra sánscrita sati se refiere al rito o acto (sati o suttee) en el cual una mujer se inmola en la pira funeraria del recién fallecido marido, o al sujeto (en la mayoría de los casos una mujer) que ejecuta la acción de inmolarse. De acuerdo con algunos expertos, el origen de este rito se remonta siglos antes de la era común (las crónicas de viajeros griegos, como Aristóbulo, Estrabo y Diódoros, son la principal evidencia de la existencia de este ritual en territorio indio a principios de la era cristiana). Si bien es cierto que no se tiene certeza de cuándo exactamente y quién originó el ritual, existe literatura histórica diversa que sitúa su apogeo a partir del siglo IV de la era común. Esta práctica fue común en las comunidades hindúes durante siglos y ha sido considerada como una de las formas más antiguas de feminicidio.
El sati es a menudo descrito como voluntario, a pesar de que en algunos casos pueda haber sido forzado.

## La quema de brujas

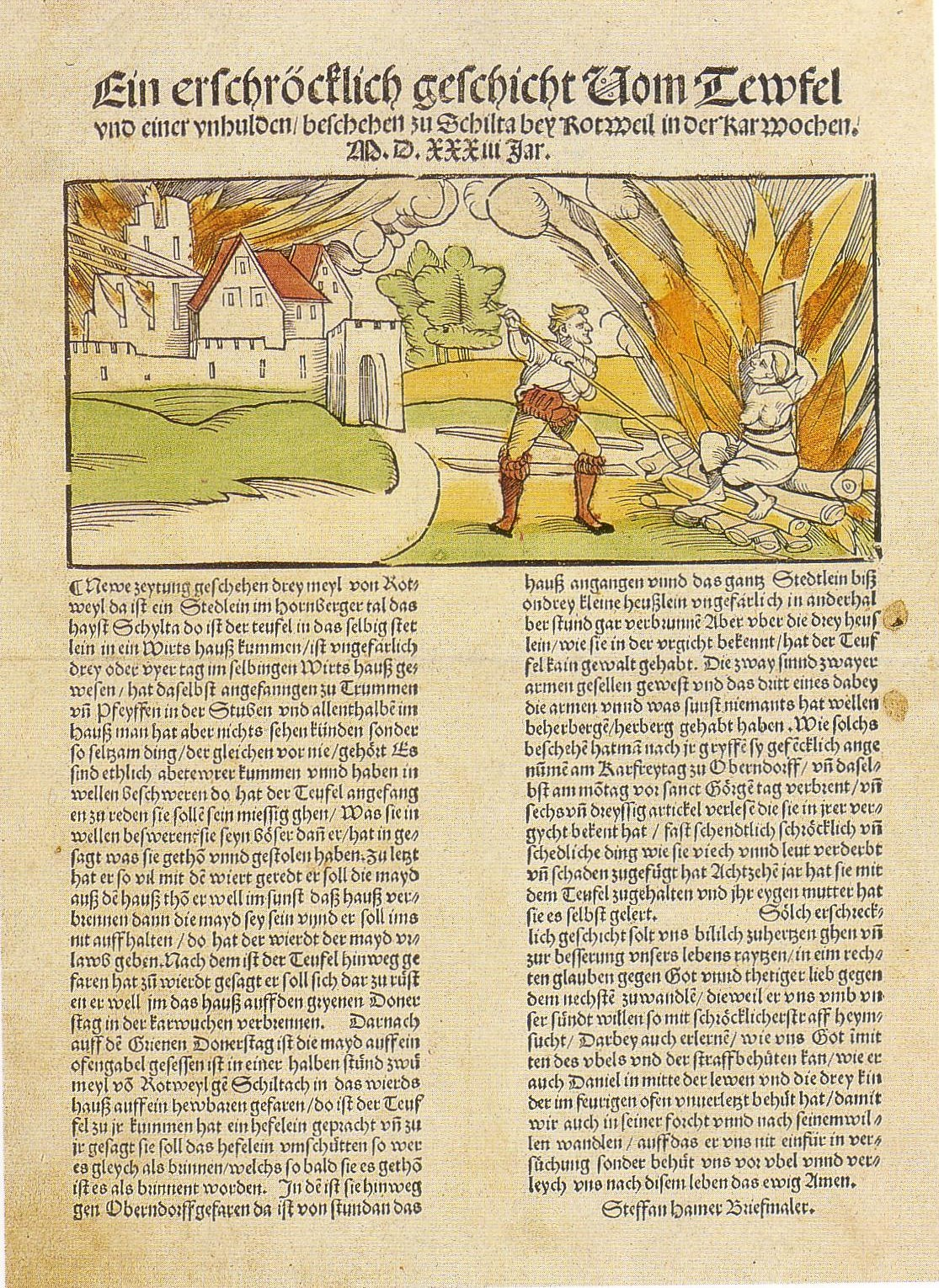
Hoja relatando la quema de una mujer en 1531, acusada de haber quemado la ciudad alemana de Schiltach con ayuda del Demonio.

La quema de brujas es una matanza de personas, mayoritariamente mujeres acusadas de ser brujas y en muchos casos por medio del fuego, sucedida en las sociedades cristianas de Europa y América en los siglos XV y XVI, al iniciarse la Modernidad. Los cálculos de la cantidad de mujeres quemadas por brujas varía de 60.000 a dos y cinco millones, según los distintos autores. La matanza permanece en la actualidad en la memoria colectiva y el vocabulario usual de los países occidentales, y suele ser relacionada como antecedente de la generalización actual del feminicidio por incineración.

## La incineración de mujeres en la actualidad
Los casos de incineración de mujeres como modalidad de la violencia de género contra las mujeres, han aumentado notablemente en los últimos años. El fenómeno indica un extremo agravamiento de la violencia doméstica y la violencia de género, mediante "un mecanismo de crueldad extrema, deshumanizante del sujeto", que estaba socialmente limitado hasta pocos años atrás y que ahora se ha liberado.
Sobre la multiplicación de los ataques a mujeres mediante incineración en la actualidad, Eva Giberti ha puesto de manifiesto la crueldad creciente que dicha conducta revela dentro del universo masculino y el agravamiento de la violencia doméstica:

Desde el comienzo de la civilización hay un universo masculino que quiere matar a las mujeres, o a algunas mujeres, porque eso forma parte de la crueldad de los sujetos masculinos. Los varones tienen un componente de crueldad que ha quedado en evidencia con el estilo de femicidios elegido. Que los hombres maten a las mujeres a golpes, martillazos, estrangulamiento, no es nuevo. Pero la aparición de la muerte por incendio muestra la elección de un método donde la crueldad está expuesta de una manera exquisita. (Pregunta: ¿Y además remite a las brujas?) Sí, a las brujas del Medievo. Es decir, la Inquisición ya tenía su propio estilo de torturar y terminar cruelmente con la vida de una mujer, pero domésticamente por lo general el homicida utilizaba otras armas.
Eva Giberti

Quemar a la mujer que el hombre dice amar, "forma parte de las pulsiones o mecanismos de agresión masculinos que ahora han encontrado otro cauce mucho más doloroso y placentero para ellos". La decisión de quemarla tiene como objetivo causarle un "sufrimiento infinito" e imponer la posesión masculina sobre la víctima, marcándola para siempre y haciendo constantemente presente al hombre en el cuerpo de la mujer durante el resto de su vida, en caso de sobrevivir.

## Mecánica de los ataques, lesiones y secuelas
La incineración de mujeres suele ser realizada por hombres de gran cercanía afectiva con las víctimas, generalmente esposos, novios o amantes. La mayoría de los ataques se producen en la misma casa en la que vive la mujer, en muchos casos con sus propios hijos. Para incinerar a la mujer los hombres suelen elegir sustancias de fácil acceso doméstico, como el alcohol y el ácido clorhídrico, que suelen ser arrojadas al rostro de la víctima.
Tanto las quemaduras químicas, como las causadas por el fuego, afectan permanentemente la piel, causando graves lesiones en sus rostros, llegando a fundir la piel y exponer los huesos, que en ocasiones llegan a
disolverse.
Los ataques, cuando no causan la muerte inmediata de la mujer, dejan graves secuelas físicas y psicológicas. Las secuelas físicas son con frecuencia de carácter permanente. Las secuelas psicológicas se relacionan con el aislamiento familiar y social, el impacto laboral debido a las discapacidades producidas y las pérdidas económicas que causan los largos tratamientos médicos y procesos judiciales.
En Argentina el feminicidio por incineración de Wanda Taddei en 2010, dio lugar a una reiteración de esta modalidad de ataque, cometiéndose 107 feminicidios por incineración desde ese momento y hasta comienzos de 2017. En Colombia, la reiteración de los ataques a mujeres utilizando ácido, llevó a la creación de la Asociación Mujeres Quemadas con Ácido. En este último país, se contabilizaron 900 mujeres atacadas con ácido entre 2004 y 2014.

## Penalización e impunidad
Muchas legislaciones penales no tiene tipificadas o tienen insuficientemente tipificado el feminicidio, la violencia de género y las conductas que pueden potencialente causar el feminicidio de una mujer por incineración, dando lugar a la impunidad de los victimarios, o bajas condenas, en los casos de tentativas o lesiones leves. Los profesionales del derecho y las personas encargadas de hacer cumplir la ley tampoco tienen formación en perspectiva de género, reproduciendo la impunidad y dando lugar a violencia institucional de género. La antropóloga Rita Segato dice:

Siempre sostuve que lo que pasa con las mujeres es un síntoma de los tiempos. No se trata de crímenes de la intimidad. Se trata de crímenes que expresan el estado de arbitrio, que es el estado del presente. Deben ser leídos como un termómetro de la época histórica en la sociedad. Son crímenes que desafían a la autoridad legítima, y el legítimo control de la violencia por parte del Estado. Pero también son crímenes en los que el comportamiento de las agencias estatales –policiales y jurídicas– son cómplices. Son crímenes en los que el poder se confirma y se espectaculariza, en tiempos en que la espectacularización y el exhibicionismo son las formas en que el poder se impone como tal.
(...)
Eso es también parte de la crueldad. Ese cuerpo está absolutamente desprovisto de valor: es un mensaje a todas las mujeres y a la sociedad entera, y al propio Estado y a la legalidad, a todas las personas que todavía tienen una fe cívica, alguna esperanza en la ley, todo ese conjunto de personas son agredidas por esos actos. Hay un lenguaje de poder y una dimensión de lo relacional entre el agresor y la víctima, la venganza, la afirmación de propiedad sobre su persona, hay variantes, pero por detrás se encuentra siempre una estructura donde el hombre tiene que actuar, espectacularizar su poder. En esa relación él está disciplinando a todas las mujeres de la sociedad.
Rita Segato

El feminicidio por incineración se diferencia de la mayoría de los crímenes, debido a la escasa importancia que los homicidas conceden al ocultamiento de su accionar, integrando los crímenes de género que constituyen mensajes de los victimarios hacia los demás hombres, que tienen como fin afirmar su masculinidad.
Mariana Carbajal ha dicho sobre el feminicidio por incineración:

En la medida en que las mujeres ganan autonomía y pretenden ejercer la libertad sobre sus cuerpos y sus vidas, son disciplinadas con el fuego. Como en la Edad Media, cuando mujeres que conocían y enseñaban a otras mujeres cómo controlar su destino y su sexualidad, eran quemadas en la hoguera en tiempos de la Inquisición, acusadas por la Iglesia Católica de cometer brujerías.
Mariana Carbajal

## Contagio mediático
Entre los especialistas y los periodistas se debate si la difusión mediática de los feminicidios, y en particularde ciertas modalidades de alta exposición como quemar a una mujer, produce un efecto contagio como está probado que sucede con los suicidios. En 2009 los investigadores españoles Vives, Torrubiano y Álvarez demostraron por primera vez que existía una relación entre el tipo de difusión mediática y la violencia de género, concluyendo que "la cobertura periodística en TV de los femicidios íntimos –perpetrados por la pareja– puede incrementar en un 42 por ciento la probabilidad de muertes por esta causa", mientras que "las noticias sobre medidas para abordar la violencia de género parecen mostrar un efecto positivo que reduce en un 10 por ciento la probabilidad de muerte por esa causa".
El tema también fue investigado por la investigadora española Isabel Marzabal Manresa en 2015, quien concluyó que "se amplía significativamente la probabilidad de que se produzca un nuevo asesinato de pareja en los diez días siguientes a aparecer en los medios de comunicación la información de otro u otros anteriores". La publicación de feminicidios, concluye Marzábal, permite a los potenciales victimarios aprender y asimilar la conducta de “matar a su pareja o expareja”, de modo tal que en "una situación de tensión, puede que se lleve a cabo el fatal desenlace", o debilitando "inhibiciones que, en otras circunstancias, habrían podido impedir la comisión del asesinato (por ejemplo, el miedo a las consecuencias)". Marzábal Manresa concluyó también que el 91,5% de las noticias periodísticas no informa sobre las consecuencias judiciales del hecho; que la víctima suele ser más identificada que su agresor, incluyendo en muchos casos datos como el domicilio y el lugar de trabajo; que las noticias suelen incluir datos morbosos que introducen confusión en la comprensión del fenómeno; que los medios suelen incluir detalles atenuantes; que el recurso de los medios a profesionales del Derecho reduce considerablemente las imprecisiones y aumenta la comprensión del hecho. Marzábal llama también la atención sobre el "efecto narcotizante" y el "efecto imitación" de los medios de comunicación en materia de violencia de género.
En 2012, la organización Periodistas de Argentina en Red por una Comunicación No Sexista elaboró un decálogo para el tratamiento de la violencia hacia las mujeres, que entre otras recomendaciones incluye: hablar de femicidio en lugar de crimen pasional –ninguna pasión justifica la violencia–, evitar la información morbosa con detalles innecesarios de cómo se produjo el homicidio, dar teléfonos donde pedir ayuda e informarse de la problemática y contextualizar el tema dando a conocer que no se trata de crímenes excepcionales, sino que son la consecuencia de una matriz cultural, donde la discriminación hacia las mujeres es el caldo de cultivo que favorece la violencia machista.